# Monstera gracilis
Monstera gracilis Engl. – gatunek wieloletnich, wiecznie zielonych pnączy z rodziny obrazkowatych, pochodzący z obszaru od południowej Wenezueli do północnego Peru, zasiedlający lasy deszczowe strefy równikowej.